# Piotr Miszczuk
Piotr Miszczuk (ur. 26 czerwca 1953 w Siedliszczu, zm. 15 września 2006 w Warszawie) – polski polityk, dziennikarz, senator III kadencji i poseł na Sejm III kadencji.

## Życiorys
Syn Jana i Zofii. Był absolwentem Liceum Ogólnokształcącego im. Romualda Traugutta w Siedliszczu. Ukończył w 1977 studia na Wydziale Humanistycznym Uniwersytetu Marii Curie-Skłodowskiej w Lublinie. W 1977 był słuchaczem Centrum Szkolenia Oficerów Politycznych, ukończył ponadto Podyplomowe Studium Dziennikarstwa na Akademii Nauk Społecznych przy KC KPZR oraz Wieczorowy Uniwersytet Marksizmu-Leninizmu. W 1976 wstąpił do Polskiej Zjednoczonej Partii Robotniczej. Należał do Socjalistycznego Związku Studentów Polskich (1973–1977), a od 1977 do Związku Socjalistycznej Młodzieży Polskiej. W 1978 był zastępcą dowódcy kompanii w Jednostce Wojskowej 1174 w Dęblinie.
W PZPR pełnił funkcję kierownika gminnego ośrodka pracy ideowo-wychowawczej w Chełmie (1978–1979). Później zatrudniony w Komitecie Wojewódzkim PZPR w Chełmie, gdzie był inspektorem wojewódzkiego ośrodka kształcenia ideologicznego (1979–1981), instruktorem wydziału propagandy i agitacji (1982), zastępcą kierownika wydziału kształcenia ideologicznego i informacji (1982–1983), zastępcą członka (1984–1986) i członkiem (od 1986). Pracował też jako redaktor naczelny „Tygodnika Chełmskiego” (1983–1988).
W latach 90. był zatrudniony w biurach parlamentarzystów Sojuszu Lewicy Demokratycznej. Z ramienia tej partii został w wyborach uzupełniających w 1994 wybrany na senatora III kadencji. W 1997 uzyskał mandat posła III kadencji. Działał w organizacjach pozarządowych (m.in. we „Wspólnocie Polskiej”), zasiadał też w radzie programowej TV Polonia. W 2001 bez powodzenia kandydował do Senatu. Od 2001 do śmierci był zatrudniony w Kancelarii Senatu na stanowisku dyrektora generalnego kierującego Biurem Prac Senackich.
Pochowany na cmentarzu komunalnym w Chełmie.